# Вулиця Княгині Ольги (Кривий Ріг)
Вулиця Княгині Ольги — вулиця у Саксаганському районі міста Кривий Ріг. Названа на честь княгині Ольги.

## Загальна інформація
Довжина — 510 метрів.
Бере початок від вулиці Шекспіра до вулиці Марганецької.
Вулиця сектору приватної забудови, розташована паралельно вулиці Світлогірській

## Історія
У радянські часи носила назву на честь італійського комуністичного діяча Пальміро Тольятті.
2016 року в рамках процесу декомунізації, вулицю Пальміро Тольятті перейменовано на вулицю Княгині Ольги.

## Прилеглі вулиці
- вулиця Гірничорятувальна
- вулиця Дніпрорудна
- вулиця Юнацька